# アスルクラロ沼津
アスルクラロ沼津（アスルクラロぬまづ、西: Azul Claro Numazu）は、日本の静岡県沼津市をホームタウンとする、日本プロサッカーリーグ（Jリーグ）に加盟するプロサッカークラブ。

## 概要
1990年に創設。2006年にアスルクラロ沼津へ名称を変更した。「アスルクラロ」はスペイン語の青（azul）と明るい（claro) に由来する。2013年にJリーグ準加盟クラブとして承認され、2017年にJリーグに入会した。
エンブレムは、盾形の上部に空を表すクラブカラーの水色、下部に沼津の頭文字 "N" と富士山を表した白の山型に、海を表現した紺色のライン。エンブレムは水色に白抜きで「アスルクラロ」の頭文字 "ac" と、紺色に白抜きで「azul claro」、山型は右上がりに伸びたデザインであり、「日本一の富士山よりも高い日本一に、そして世界へのスポーツクラブを目指す」というメッセージが込められている。
クラブマスコットはライオンがモチーフのアスルくんで、2023年5月3日に誕生した。
なお、クラブを創設した山本浩義はアテネ五輪日本代表監督を務めた山本昌邦の実弟 で、2017年2月まで運営会社の社長を務めた。

## 歴史

### 前史
1990年4月、沼津セントラルスポーツクラブとして発足。2003年6月に有限会社アスルクラロ沼津に名称を変更。2006年に沼津香陵クラブ（ぬまづこうりょうクラブ）（1977年に沼津アーセナル（ぬまづアーセナル）として創設され、1980年に同名称へ変更） の運営を引き継ぐと共にアスルクラロ沼津へクラブ名を変更した（その後、2013年にアスルクラロスルガ株式会社に運営法人の名称を変更）。

### 2006年 - 2013年（地域リーグ）
2012年に東海社会人サッカーリーグ2部に、2013年に東海リーグ1部に昇格した。2013年9月17日、Jリーグ理事会においてJリーグ準加盟クラブとして承認された。また、2014年より発足するJ3リーグへの参入を目指し、J3ライセンス資格審査及びJ3スタジアム要件審査にも合格した。一方で東海リーグ1部は4位に終わり、第49回全社および第37回地域決勝への出場は成らなかった。地域リーグでJ3への参加資格を有した3クラブのうち、地域決勝に出場したグルージャ盛岡・レノファ山口FCの次に審査を行うものとされ、「J3ライセンスを交付するが、J3入会審査には及ばなかった」ものとしてJ3リーグ参入は叶わなかった。
一方で、日本フットボールリーグ (JFL) のチーム数減に伴う入会希望申請も行っており、2013年12月4日のJFL理事会で2014年度からのJFL入会が承認された。

### 2014年 - 2016年（JFL）
JFL初年度の2014年シーズンは14チーム中8位（1st7位・2nd8位）の成績、2015年シーズンは14チーム中5位（1st6位・2nd5位）の成績で共にJFL残留となった。
2016年シーズンは、1stステージが3位。2ndステージは第15節でファジアーノ岡山ネクストを破り4位。年間順位で3位となった。同年11月16日に開催されたJリーグ理事会にて2017年からのJリーグ加盟（J3リーグ参入）が承認された。これにより静岡県からは清水エスパルス・ジュビロ磐田・藤枝MYFCに続いて4クラブ目、静岡県東部からは初のJリーグクラブとなった。

### 2017年 - （J3）
2017年
J3参入1年目。
光永祐也・谷奥健四郎・道上隼人が期限付き移籍期間満了、高瀬証・髙橋寛太・水木将人・中筋誠がJFL・ラインメール青森FCへ移籍するなど14名が退団した。一方で、秋田から元日本代表の伊東輝悦、愛媛から大西勝俉、長野から渡辺亮太、ソニー仙台FCから前澤甲気・松藤正伸、八戸から菅井拓也、奈良クラブから谷口智紀、オーストラリア・ファー・ノース・クイーンズランドFCから渡邉志門を完全移籍で、熊本から小牧成亘、水戸から石井綾を期限付き移籍で獲得した。更に、期限付き移籍で加入していた蔵田岬平が完全移籍に移行、元水戸の福留健吾、国士舘大学の藤嵜智貴、大阪体育大学の後藤虹介（8月にJFL・ブリオベッカ浦安へ期限付き移籍）が加入、8月には、長崎から畑潤基が期限付き移籍で加入した。
J3リーグ初勝利は第3節藤枝戦だったが、第6節から4連勝を含む7試合負けなしで2位に浮上、第13節首位秋田戦に敗れ一旦4位に後退するが、再び5試合負けなしで、J3リーグ中断期間前の第18節終了時点では10勝4分3敗の勝点34で3位となる。第23節、3連勝で中断前からの連続負けなし記録を10に伸ばした時点で暫定首位に浮上。直後の第24節盛岡戦で敗れ首位は1節のみとなったが、その後も2位につけ、第30節から32節まで一旦3位に下がった後、第33節で再度2位に浮上、最終節の首位栃木戦に勝てば優勝だったが引き分けに終わり、最終節勝利した前節3位の秋田に逆転優勝を許した。最終結果は16勝11分5敗、勝点59の3位となった。
2018年
J3参入2年目。
小牧成亘・石井綾が期限付き移籍期間満了、中村亮太が秋田へ移籍するなど13名が退団した。一方で、金沢から富田康仁、嶺岸佳介、讃岐から砂森和也、相模原から普光院誠、奈良クラブから前年のJFL得点王・坂本修佑、FC大阪から田中直基を完全移籍で、松本から岡佳樹、宮地元貴、磐田から牲川歩見、京都から石田雅俊を期限付き移籍で獲得、後藤虹介が期限付き移籍から復帰した。新卒では、中央大学から渥美瑛亮、駒澤大学から熱川徳政、東京農業大学から中島拓真が加入した。
リーグ戦は開幕2連勝でスタート、その後も好調を維持していたが、第25節琉球戦から2分3敗と調子を落とし、4位でシーズンを終えた。
また、J2昇格を目指し、愛鷹広域公園多目的競技場のJ2ライセンス基準化への改修工事推進を図ったもののが、6月末のライセンス申請締め切りまでに話がまとまらず、J2ライセンス申請を断念しJ2昇格は消滅。J3ライセンスを申請し、10月に承認された。
2019年
吉田体制5年目。
沓掛勇太・松藤正伸・嶺岸佳介・富田康仁・太田一輝が引退、石田雅俊・畑潤基・宮地元貴が期限付き移籍期間満了、青木翔大が群馬へ移籍するなど13名が退団した。一方で、横浜FCから中山雄希、群馬から朴昇利を完全移籍で、鹿児島から川森有真、群馬から藤原雅斗、松本から山田満夫を期限付き移籍で獲得、期限付き移籍で加入していた牲川歩見が完全移籍に移行した。新卒では、富士大学の清水光、新潟経営大学の濱託巳、産業能率大学の佐藤尚輝・渡邉りょう、明治大学の長沢祐弥、北海道教育大学岩見沢校の深井祐希、桃山学院大学の徳永晃太郎が加入した。7月にはFC岐阜の石川大地を期限付き移籍で獲得した。
リーグ戦は序盤から波に乗り切れず、第24節群馬戦からは1分7敗と不振に陥るなど苦戦、前年より8つ順位を落として12位に終わった。シーズン終了後、2015年から指揮を執ってきた吉田謙が監督を退任した。
2020年
元徳島ヴォルティス監督の今井雅隆が監督に就任した。
熱川徳政が引退、岡佳樹・山田満夫・石川大地・藤原雅斗・川森有真が期限付き移籍期間満了で、牲川歩見が水戸へ移籍するなど10名が退団した。一方で、讃岐から鈴木拳士郎、ヴィアティン三重から進藤誠司を完全移籍で、山形から大友竜輔、東京Vから安在達弥を期限付き移籍で獲得した。新卒では、関東学院大学から今村優介、日本体育大学から大迫暁、専修大学から鈴木厚太、京都U-18から井上航希、四日市中央工業高校の森夢真が加入した。シーズン途中には、仙台の照山颯人、アルビレックス新潟の秋山裕紀（ともに10月末に移籍元へ復帰）、清水の栗原イブラヒム・ジュニアが期限付き移籍で加入した。
リーグ戦は前年同様に苦戦が続き、12位でシーズンを終えた。
またこの年より、沼津市出身のモデル・藤木由貴を応援PR大使に任命した。
2021年
今井体制2年目。
中山雅史が引退、大友竜輔・栗原イブラヒム・ジュニアが期限付き移籍期間満了で、尾崎瑛一郎が北信越1部・福井ユナイテッドFCへ、普光院誠が秋田へ移籍するなど13名が退団した。一方で、熊本から野村政孝、ヴェルスパ大分から瓜生昂勢を完全移籍で、岡山からハディ・ファイヤッド、山形から高橋潤哉を獲得した。新卒では、鹿屋体育大学から伊藤龍生、関東学院大学から北龍磨、京都産業大学から西川駿一郎、産業能率大学から篠崎輝和、順天堂大学から鬼島和希、飯塚高校から川前陽斗が加入、更に、杉本大雅がクラブ史上初めてU18からトップチームに昇格した。8月には、水戸からブラウン・ノア賢信を期限付き移籍で獲得した。
リーグ戦はこの年も低空飛行を続け、14位でシーズンを終えた。
2022年
今井体制3年目。
大友竜輔・高橋潤哉が期限付き移籍期間満了で、徳武正之がFCマルヤス岡崎へ移籍するなど9名が退団、川前陽斗が高知ユナイテッドSCに期限付き移籍した。一方で、岩手から武者大夢、F.C.大阪から附木雄也を完全移籍で、名古屋から三井大輝、ベトナム・サイゴンFCからブイ・ゴック・ロン、グエン・バン・ソン、グエン・ゴック・ハウを期限付き移籍で獲得、期限付き移籍で加入していた安在達弥・ブラウン・ノア賢信が完全移籍に移行した。新卒では、東京学芸大学から河田稜太（4月に契約解除）、国士舘大学から前川智敬、京都U-18から遠山悠希が加入した。シーズン途中には、エースの渡邉りょうが藤枝へ完全移籍した。
リーグ戦は2連敗でスタートするも、第3節岐阜戦から3連勝、その後は勝ちと負けを繰り返すなど波に乗り切れず、前半戦を10位で終える。後半戦も2連敗でスタート、その後も勝利は遠く、8月23日付で成績不振を理由に今井を監督から解任、強化部長の望月一仁が兼任で監督を務めることとなった。望月が沼津の監督に就任するのは2014年以来8年ぶりであった。しかしその後も成績は上向かず、後半戦は1勝5分11敗9得点26失点の最下位、総合でも15位に終わった。11月13日、シーズン終了を以て望月が監督を退任、後任に、クラブOBで前磐田コーチの中山雅史が就くと発表された。
またこの年より、ブシロード及びプロジェクトラブライブ!（ラブライブ!サンシャイン!!）と新たにスポンサー契約を結んだ。このため、2023年に行われるラブライブ!シリーズとJ1リーグのコラボでは、地域密着の観点から「サンシャイン!!」のみ除外された。
2023年
中山体制1年目。
三井大輝・ブイ・ゴック・ロン・グエン・バン・ソン・グエン・ゴック・ハウ・ハディ・ファイヤッドが期限付き移籍期間満了で、瓜生昂勢がヴェルスパ大分へ移籍するなど9名が退団した。一方で、YS横浜から谷俊勲、讃岐から渡辺健太、ブラジル・アヴァイFCからラウール・スダティ、東京23FCから市川侑麻、韓国・金海市庁FCから下川雅人を完全移籍で、相模原から持井響太、ブラジル・タパジョスFCからイゴール・ガブリエル、横浜FMから津久井匠海、清水から安藤阿雄依を期限付き移籍で獲得、川前陽斗・井上航希が期限付き移籍から復帰した。新卒では、筑波大学から和田育、大阪産業大学から赤塚ミカエルが加入、U18から岩崎圭吾が昇格した。8月には、6月から練習参加していた川又堅碁が加入した。
また5月にはクラブのマスコットキャラクターとなる「アスルくん」が正式に発表された。
10月24日、J2クラブライセンスが交付された。リーグ戦は15勝6分け17敗、勝ち点51の13位。
2024年
中山体制2年目。
2023年チーム得点王となったブラウン・ノア賢信がJ2徳島へ移籍、Jリーグ昇格初年から在籍した藤嵜智貴が八戸へ、安藤阿雄依が期限付き移籍期間満了で清水へ復帰するなど9名が退団、谷俊勲がF.C.VIKINGS（台湾リーグ1部）へ期限付き移籍した。一方でヴェルスパ大分から中村勇太が加入、期限付き移籍で加入していた持井響太と津久井匠海が完全移籍に移行した。新卒では新潟経営大学から宮脇茂夫、札幌大学から向井ひな太、新潟医療福祉大学から沼田航征が加入した。また新体制発表以降にも、2019-20年に在籍していた朴昇利がヴェロスクロノス都農より加入しU18GKコーチ就任及びトップチームでの選手登録が発表された。また2020-21年に在籍していた大友竜輔も山形より完全移籍加入し、アメリカのインディ・イレブンよりグスタボ・マルティニ・リッシが、水戸から柳町魁耀が、開幕直前には仙台から元日本代表の齋藤学が追加加入となった。3月には岩崎圭吾が岳南Fモスペリオへ、4月には杉本大雅がブランデュー弘前FCへ育成型期限付き移籍した。
Jリーグ全60クラブに開放されたルヴァンカップでは、1回戦でJ2のベガルタ仙台を3-2で破ったが、2回戦でJ1の北海道コンサドーレ札幌に1-3で敗れた。リーグ戦は15勝7分け16敗、勝ち点52の10位。
2025年
中山体制3年目。

## タイトル・表彰

### クラブ
- J3フェアプレー賞
  - 2017年、2018年
- スルガカップ争奪静岡県サッカー選手権大会（兼天皇杯静岡県予選）：3回
  - 2017年、2023年、2024年

### 個人
- J3リーグ
  - 優秀監督賞
    - 2018年 - 吉田謙

  - フェアプレー個人賞
    - 2023年 - 安在達弥
- 日本フットボールリーグ
  - JFLベストイレブン
    - 2016年 - 尾崎瑛一郎

## 下部組織
かつてはジュビロ磐田と業務提携を結んで「ACNジュビロ沼津」を組織していた。2013年4月、アスルクラロスルガ株式会社にトップチームの運営だけを残して、アカデミーおよび総合スポーツクラブ（サッカーの他、テニス、新体操のクラブを有する）は別途設立した一般社団法人アスルクラロスポーツクラブに移管した。
2018年に発足したアスルクラロ沼津U18においては、第1期生が3年生に進級した2020年に東海大会でジュビロ磐田U18、名古屋グランパスU18に勝利し、第44回日本クラブユースサッカー選手権大会に初出場を果たした。

### アカデミー
- U12（ジュニア）
- U15（ジュニアユース）
- U18（ユース）
- ガールズU12（ジュニア）
- ガールズU15（ジュニアユース）

### サッカースクール
- 幼児（年中・年長）
- 小学生低学年（小1～小3）
- 小学生高学年（小4～小6）
- 中学生（中1～中3）
- ガールズ（小学生・中学生）
- アドバンス（小1～小6）

## スタジアム
ホームスタジアムは愛鷹広域公園多目的競技場である。なお、過去のホームゲーム開催スタジアムはアスルクラロ沼津の年度別成績一覧#年度別入場者数を参照のこと。
なお、愛鷹競技場は照明塔3基（メインスタンドは屋根と一体型、バックスタンドは鉄塔2基）あるが、Jリーグクラブライセンス制度に基づく照度の1,500ルクスを満たしていない。J3リーグでは経過処置として、基準照度を充足する照明塔を設置する計画を前提として、照明塔がないか、あっても照度不足の状態の場合でも本拠地としての使用が認められていたが、2022年度以後（同6月までに）、1,500ルクス以上の照度を持つ照明塔の設置が義務付けられ、それができない場合J3ライセンス交付（＝J3以上への参戦）ができなくなる。
そのため、スタジアム所有者である静岡県や専門家と協議の上、照明塔のJリーグ基準照度への充足を図るための具体的な改修案・工期案の作成、改修費用の算出、照明改修前後のランニングコストなどについての調整を行っている。
また上位ライセンスの発給へ向けては、既存施設を上位ライセンス発給から3年以内に上位リーグ基準を充足工事を竣工するか（例外規定1）、または新設の計画がある場合、上位リーグ昇格から3年以内に具体的な建設場所を示し、5年以内にスタジアムを完成させる（例外規定2。3年以内に着工していた場合は、例外規定1との併用によりさらに3年間の延長・合計8年以内とすることも可能）ことを条件として上位ライセンスを発給できる特例があるが、現状では新スタジアム建設を前提とした整備計画を進めつつ、当スタジアムのJ2ライセンスを充足するための改修工事を行う例外規定2の適用を受けることが理想的だとしている。
静岡新聞によると、J3ライセンスの保有が継続できるようにするため、2022年をめどに資金調達し、照明塔を発光ダイオード（LED）タイプのものにして、1,500ルクス以上の照度を保てるようにするための改修工事を実施することを検討しているという。工事は都市公園法に基づく許可が下り次第、アスルクラロ沼津が主体となって行い、費用は2億円程度を見込んでいる。なお照明塔のほか、J2以上に昇格するために必要な改修についても芝生席の座席への改築、電光掲示板の大型ビジョンへの改修、ドーピング室などの整備などが必要とされているが、これらの改修・改築もこの取材段階ではめどが立っていないが、ナイター照明をクラブが、大型ビジョンは所有者の県が中心となって改修・改築を行ってJ3ライセンス基準を充足させたのちに、ドーピング室などの改修・改築を図るとしている。
このJ3ライセンス維持・継続参戦ができるようにするための取り組みとして、照明塔の改修費用として1億円程度を目標としたクラウドファンディングを募集することになった。2022年2月3日から3月31日にかけて、当初市民から3000万円を目標にして募金を募り、主催試合での試合前セレモニーや選手との集合写真の参加権利などを与える特典を付けて募集したところ、1週間で740万円の募金が集まった。そして、期限までに目標の3000万円を達成。ラブライブ!サンシャイン!!およびブシロードのパートナー参入で返礼品にラブライブ!サンシャイン!!グッズを設定したことも達成を後押しした。また、沼津市の企業版ふるさと納税制度からも7000万円を目標として資金調達を進めており、アスルクラロ沼津社長・渡辺隆司は、サポーターからの質問に対し「具体的な額は公表できないが、数社から協力の申し出をいただいている」とする説明があった。
また電光掲示板のLED式大型映像装置への置き換えは、2022年の開幕前に行われ、ベンチ・応援席の配置も2022年シーズンに限り、陸上競技の第1・2コーナー付近（メインから見て右側）のをホームのアスルクラロ、対戦相手は反対側の第3・4コーナー付近（同左）に入れ替えた。2023年シーズンから、席種の見直しを行った関係上、元に戻っている。
2022年6月、照明塔の改修費用の2000万円を市が補正予算案で財政負担することが市議会によって上程された。6月29日の同市議会で正式に承認され、30日にライセンス申請を行い、10月25日、正式にJ3ライセンスが交付された。

## ユニフォーム

### クラブカラー
- 青[1]、    水色[2]

### ユニフォームスポンサー
| 掲出箇所   | スポンサー名                           | 表記        | 掲出年                   | 備考                                                                             |
| 胸         | 臼井国際産業                           | usui        | 2015年 - 2021年 2023年 - | 2014年は背中上部                                                                 |
| 鎖骨       | 明電舎                                 | MEIDEN      | 2020年 -                 | 通常は両側に、3rdユニは左側に掲出 2014年、2016年 - 2019年は袖 2015年はパンツ前面 |
| 鎖骨       | プロジェクトラブライブ！サンシャイン!! | Aqours      | 2022年 -                 | 3rdユニフォームのみ、右側に掲出 2022年は背中上部                                 |
| 背中上部   | スルガ銀行                             | SURUGA bank | 2015年 - 2021年 2023年 - | 2012年 - 2014年、2022年は胸 2018年 - 2019年は「スルガ銀行」表記                  |
| 背中下部   | 沖電気工業                             | OKI         | 2024年7月-               |                                                                                  |
| 袖         | 三ツ星不動産サービス                   | Mitsuboshi  | 2023年 -                 |                                                                                  |
| パンツ前面 | なし                                   | -           | -                        |                                                                                  |
| パンツ背面 | なし                                   | -           | -                        |                                                                                  |

- スルガ銀行とはユニフォームスポンサーとして契約する他、同銀行が特別協賛する「SURUGA bank CUP フットサルフェスタ」の主催・運営を、アスルクラロスルガ株式会社が担当している[22]。2017年2月に同銀行出身者がアスルクラロスルガの社長に就任した[6]。

### ユニフォームサプライヤーの遍歴
- - 2021年[23]：プーマ
- 2022年[24] - 2024年[25]：ペナルティ
- 2025年[26] - 現在：アスレタ

### 歴代ユニフォーム
| FP 1st |        |      |      |      |
| 2014   | 2015   | 2016 | 2017 | 2018 |
| 2019   | 2020   | 2021 | 2022 | 2023 |
| 2024   | 2025 - |      |      |      |
|        |        |      |      |      |

| FP 2nd |        |      |      |      |
| 2014   | 2015   | 2016 | 2017 | 2018 |
| 2019   | 2020   | 2021 | 2022 | 2023 |
| 2024   | 2025 - |      |      |      |
|        |        |      |      |      |

| FP Other                   |                                                    |                                                    |                                                    |
| 2021 · 30周年 · メモリアル | 2022 · ラブライブ! · サンシャイン!! · エディション | 2023 · ラブライブ! · サンシャイン!! · エディション | 2024 · ラブライブ! · サンシャイン!! · エディション |
|                            |                                                    |                                                    |                                                    |

### 歴代ユニフォームスポンサー表記
| 年度 | 箇所        | 箇所       | 箇所                         | 箇所           | 箇所                          | 箇所                                     | 箇所       | 箇所       | サプライヤー |
| 年度 | 胸          | 鎖骨左     | 鎖骨右                       | 背中上部       | 背中下部                      | 袖                                       | パンツ前面 | パンツ背面 | サプライヤー |
| 2012 | -           | 解禁前     | 解禁前                       | -              | 解禁前                        | -                                        | -          | 解禁前     | PUMA         |
| 2013 | SURUGA bank | 解禁前     | 解禁前                       | -              | 解禁前                        | N H                                      | -          | 解禁前     | PUMA         |
| 2014 | SURUGA bank | 解禁前     | 解禁前                       | usui           | 解禁前                        | MEIDEN                                   | 雄大       | 解禁前     | PUMA         |
| 2015 | usui        | 解禁前     | 解禁前                       | SURUGA bank    | 解禁前                        | -                                        | MEIDEN     | 解禁前     | PUMA         |
| 2016 | usui        | 解禁前     | 解禁前                       | SURUGA bank    | -                             | MEIDEN                                   | -          | 解禁前     | PUMA         |
| 2017 | usui        | 解禁前     | 解禁前                       | SURUGA bank    | -                             | MEIDEN                                   | -          | 解禁前     | PUMA         |
| 2018 | usui        | 加和太建設 | 加和太建設                   | スルガ銀行     | -                             | MEIDEN                                   | -          | 解禁前     | PUMA         |
| 2019 | usui        | 加和太建設 | 加和太建設                   | スルガ銀行     | -                             | MEIDEN                                   | -          | 解禁前     | PUMA         |
| 2020 | usui        | MEIDEN     | MEIDEN                       | SURUGA bank    | -                             | 加和太建設                               | -          | -          | PUMA         |
| 2021 | usui        | MEIDEN     | MEIDEN                       | SURUGA bank    | -                             | 加和太建設                               | -          | -          | PUMA         |
| 2022 | SURUGA bank | MEIDEN     | MEIDEN                       | Aqours （3rd） | -                             | コンサルティングサポートサービス （3rd） | -          | -          | PENALTY      |
| 2023 | usui        | MEIDEN     | MEIDEN(1st・2nd) Aqours(3rd) | SURUGA bank    | NUMAZU CITY 100th Anniversary | Mitsuboshi                               | -          | -          | PENALTY      |
| 2024 | usui        | MEIDEN     | MEIDEN(1st・2nd) Aqours(3rd) | SURUGA bank    | - / OKI                       | Mitsuboshi                               | -          | -          | PENALTY      |

## メディア
静岡第一テレビ
- KICK OFF! SHIZUOKA（毎週日曜日・17:00～17:30）2023年4月 -